# Ilha Fiscal
L'île Fiscale ou Ilha Fiscal, nommée Ilha dos Ratos avant son utilisation par la Guarda Fiscal, les douanes brésiliennes, est une île de la baie de Guanabara à Rio de Janeiro, au Brésil.
Elle abrite aujourd'hui un musée qui est géré par la Marine brésilienne.

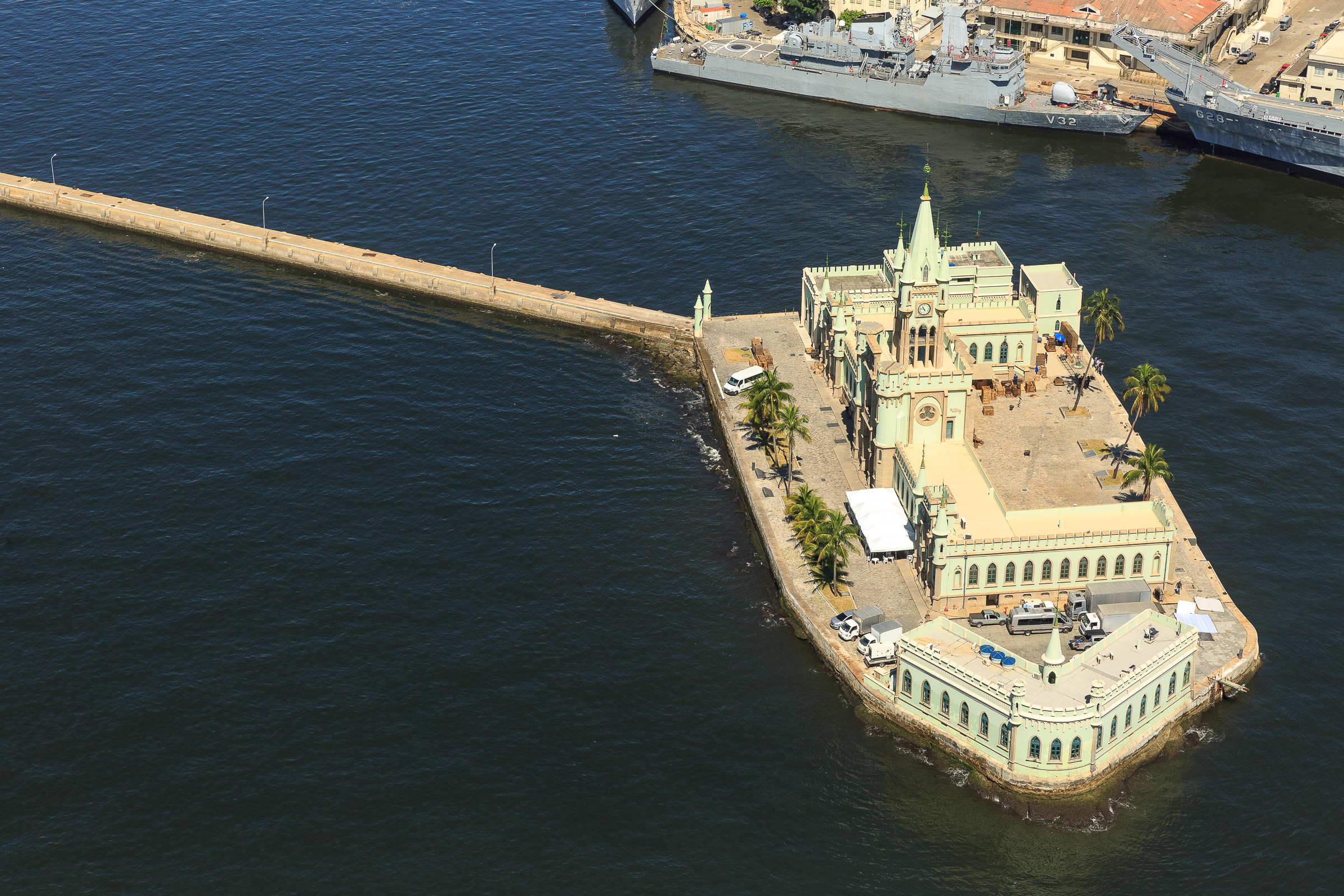
Ilha Fiscal

## Histoire
En 1851 est construite une île artificielle dans la baie de Guanabara autour de la Pedra dos Ratos. La construction d'un poste de douane commence en 1881. L'empereur Pierre II commande la construction d'un bâtiment à l'ingénieur Adolfo José del Vecchio. Le bâtiment, inauguré le 27 avril 1889 est un petit palais de style néo-gothique.
L'île est célèbre pour avoir accueilli en 1889 le dernier bal (pt) de l'empire du Brésil.